# Bisdom Płock

kerkprovincie Warschau:
36. Aartsbisdom Warschau
37. Bisdom Płock
38. Bisdom Warschau-Praga

Het bisdom Płock (Latijn: Dioecesis Plocensis, Pools: Diecezja Płocka) is een in Polen gelegen rooms-katholiek bisdom met zetel in de stad Płock. Het bisdom behoort tot de kerkprovincie Warschau, en is samen met het bisdom Warschau-Praga suffragaan aan het aartsbisdom Warschau.

## Geschiedenis
Het bisdom Płock werd in 1075 opgericht en het behoort daarmee tot de oudste bisdommen in Polen. Van informatie over de tijd voor 1075 is onduidelijk of deze op waarheid berust. De Maria Hemelvaartkathedraal van Płock werd in 1144 ingewijd en in 1910 verheven tot basilica minor. Bij de herstructurering van de Rooms-Katholieke Kerk in Polen in 1992, door de apostolische constitutie "Totus Tuus Poloniae populus" van paus Johannes Paulus II, werden delen van het historische grondgebied afgestaan aan de nieuwe bisdommen Łowicz en Warschau-Praga.

## Afbeeldingen

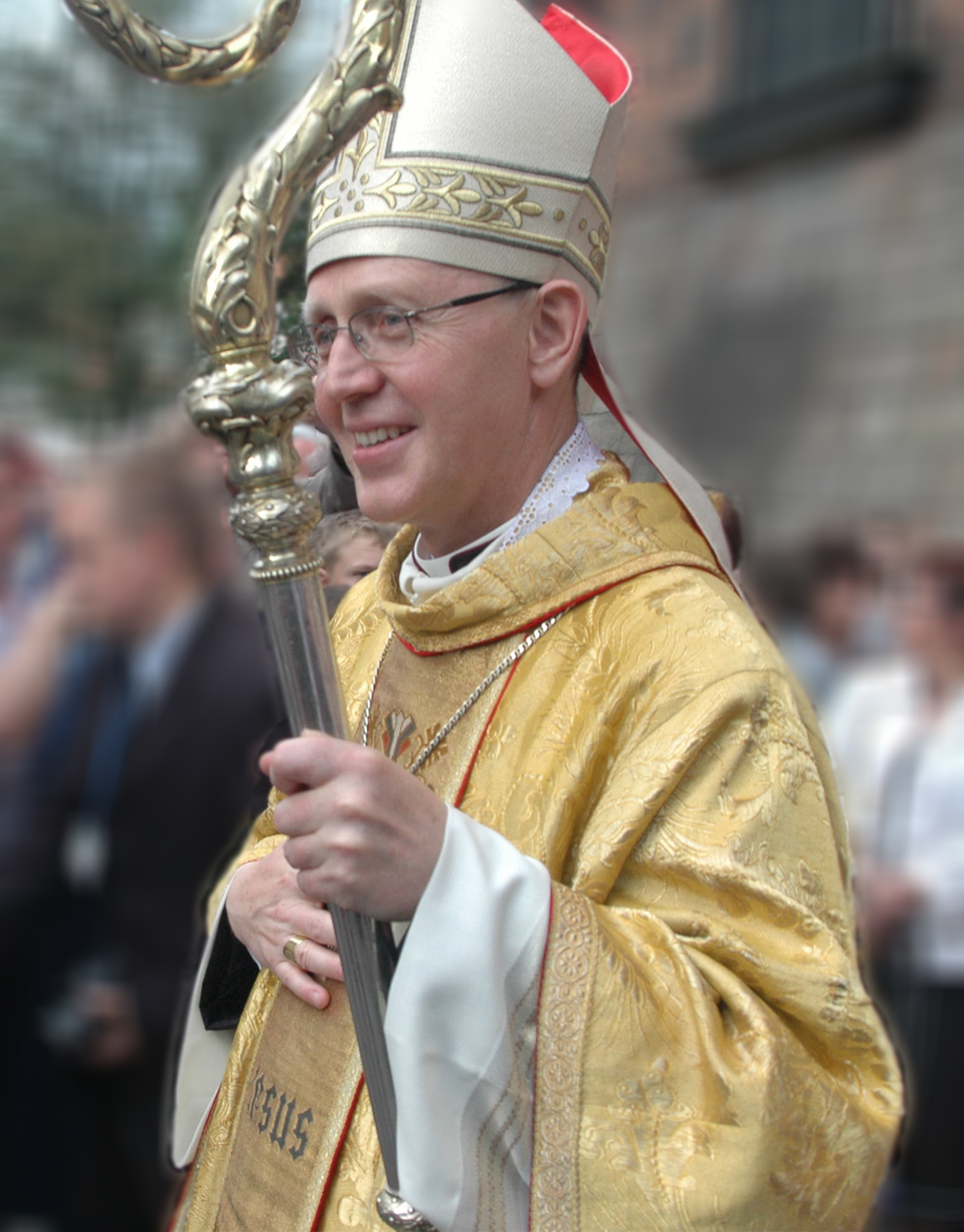
Bisschop Piotr Libera
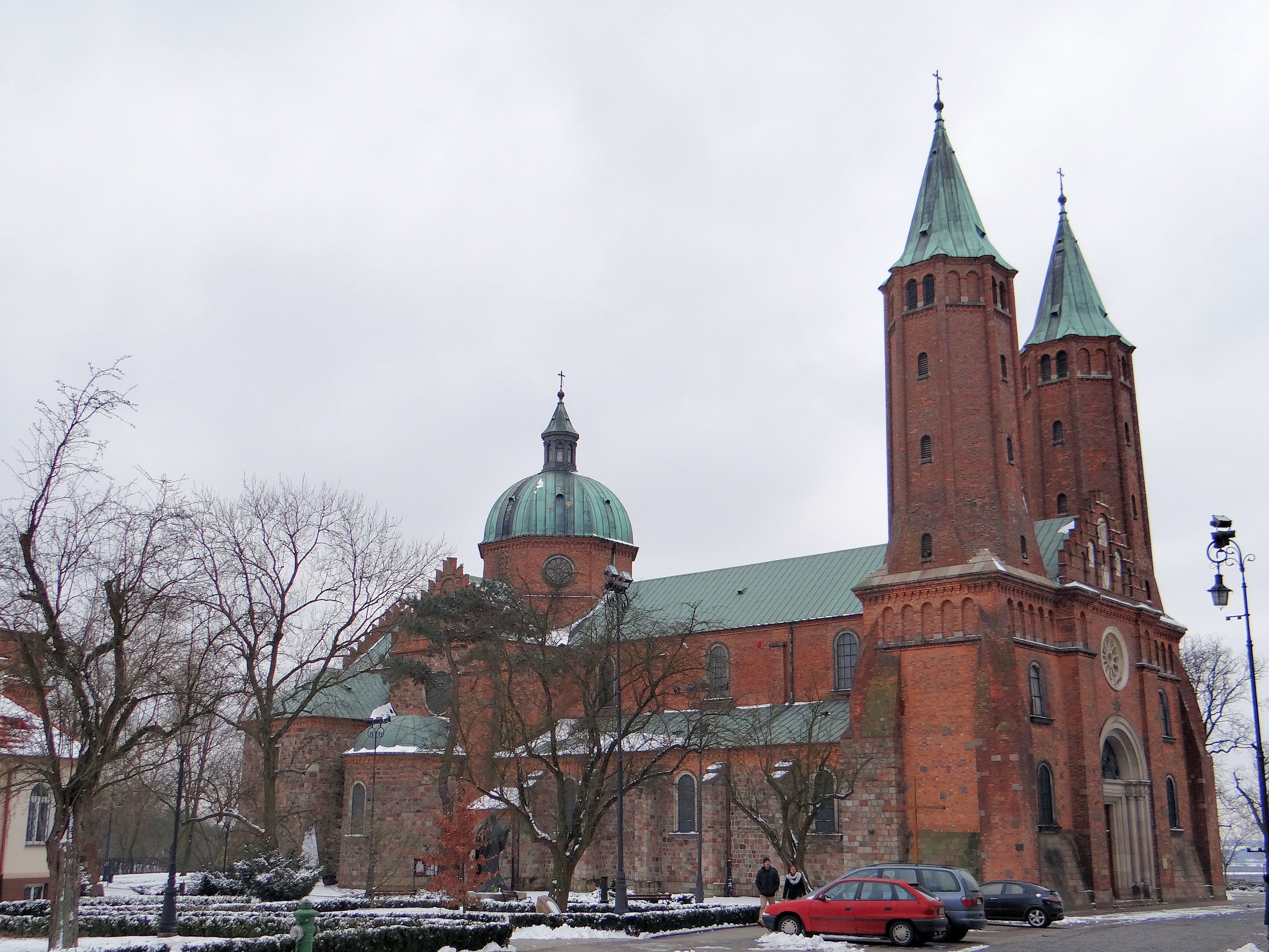
Kathedraal van Płock